# William H. Hunter
 William H. Hunter (* in Frankfort, Kentucky; † 1842 bei Sandusky, Ohio) war ein US-amerikanischer Politiker. Zwischen 1837 und 1839 vertrat er den Bundesstaat Ohio im US-Repräsentantenhaus.

## Werdegang
William Hunter besuchte vorbereitende Schulen. Nach einem anschließenden Jurastudium und seiner Zulassung als Rechtsanwalt begann er in Tiffin (Ohio) in diesem Beruf zu arbeiten. Um das Jahr 1825 zog er nach Norwalk, wo er ebenfalls als Anwalt praktizierte. Später ließ er sich in Sandusky nieder, wo er im Jahr 1835 die Zollbehörde leitete. Politisch war er Mitglied der Demokratischen Partei. 
Bei den Kongresswahlen des Jahres 1836 wurde Hunter im 14. Wahlbezirk von Ohio in das US-Repräsentantenhaus in Washington, D.C. gewählt, wo er am 4. März 1837 die Nachfolge von William Patterson antrat. Bis zum 3. März 1839 konnte er eine Legislaturperiode im Kongress absolvieren. Nach seiner Zeit im US-Repräsentantenhaus ist Hunter politisch nicht mehr in Erscheinung getreten. Er starb im Jahr 1842 in Sandusky unter mysteriösen Umständen.